# Gerard Timoner
Pour les articles homonymes, voir Timoner.
Gerard Francisco Timoner OP, né le 26 janvier 1968 à Daet aux Philippines est un prêtre dominicain, actuel maître de son ordre depuis le 13 juillet 2019. C'est le premier Asiatique à occuper cette position. Il est également ex officio grand chancelier de l'université pontificale Saint-Thomas-d'Aquin,.
Il est aussi professeur de théologie sacrée à l'université de Santo Tomas de Manille et depuis 2014 membre de la Commission théologique internationale.

## Biographie
Gerard Francisco Timoner naît le 26 janvier 1968 à Daet (Camarines Norte), où il suit ses études au Consolacion College. Il entre chez les dominicains en 1985 et prononce ses vœux en 1989. Il obtient sa licence de philosophie en 1991 au centre dominicain des études internationales des Philippines et sa licence de théologie à l'université de Santo Tomas en 1994.
Gerard Timoner est ordonné prêtre en 1995. Il poursuit encore des études de théologie à l'université catholique de Nimègue en 2004. Le 23 septembre 2014, le pape François le nomme à la commission théologique internationale. Il s'agit du quatrième Philippin à y avoir été admis.
En décembre 2018, Gerard Timoner fait partie des prêtres qui cherchent au mausolée des Dominicains de Rome au Campo Verano, les restes du premier Philippin ayant été consacré évêque, Jorge Barlin (en) (né en 1850), et qui fut à la tête du diocèse de Nueva Cáceres jusqu'à sa mort en 1909,.
Gerard Timoner a été provincial des Philippines avant son élection comme maître de l'ordre dominicain, succédant au frère Bruno Cadoré.